# Mikaela Löfrothová
Mikaela Löfrothová (nepřechýleně  Mikaela Löfroth; * 1981, Turku) je finská fotografka, která se specializuje na portrétní fotografii. V roce 2008 absolvovala studium fotografie. Kromě toho vystudovala obor mediální asistent a pracuje jako školní fotografka. Finská asociace profesionálních fotografů ji vybrala jako portrétní fotografku pro rok 2011 a umístila se v soutěžích v oboru.